# Sonnenfinsternis vom 4. Dezember 2021
Die totale Sonnenfinsternis vom 4. Dezember 2021 beschränkt sich nahezu ausschließlich auf die Antarktis und den Südatlantik. Nur im Süden Südafrikas sowie in südlichsten Australien und in Tasmanien ist die partielle Phase der Finsternis zu sehen, aber nur mit einem recht bescheidenen Bedeckungsgrad.
Die Geometrie dieser Finsternis ist ungewöhnlich, denn der Schattenpfad bewegt sich in der „falschen“ Richtung von Ost nach West. Bei den meisten Finsternissen wandert der Schatten von West nach Ost über den Erdglobus, entsprechend der Bewegungsrichtung des Mondes. Die Ursache für die gegensätzliche Bewegung bei dieser Finsternis hängt damit zusammen, dass der Schattenkegel die Erde gerade noch berührt und gleichzeitig der Zeitpunkt der Finsternis in der Nähe der Sommersonnenwende der Südhalbkugel liegt. Der Kernschattenkegel erstreckt sich – wenn man Norden als oben betrachtet – unter dem Südpol hindurch und trifft die Erde auf der von der Sonne entfernteren Seite.